# Eilema ochreola
Eilema ochreola är en fjärilsart som beskrevs av Jacob Hübner 1827. Eilema ochreola ingår i släktet Eilema och familjen björnspinnare. Inga underarter finns listade i Catalogue of Life.